# Le Sserafim
 (кореј. 르세라핌; јап. ルセラフィム; транскр.  Ле серафим) је јужнокорејска девојачка група која се тренутно састоји од 5 чланова. Првобитно шесточлана група, Ким Гарам избачена је 20. јула 2022 након раскида њеног ексклузивног уговора са Hybe Corporation. Le Sserafim су дебитовале 2. маја 2022. са објавом мини-албума Fearless

## Име
Име групе, Le Sserafim је aнаграм реченице I'm Fearless.

## Чланице
- Јунџин (허윤진) (8. октобар 2001) — вокалисткиња, плесачица, реперка;
- Чевон (김채원) (1. август 2000) — вођа, вокалисткиња, плесачица;
- Сакура (사쿠라) (19. март 1998) — вокалисткиња, реперка, плесачица;
- Казуха (카즈하) (9. август 2003) — вокалисткиња, плесачица, реперка;
- Унче (홍은채) (10. новембар 2006) — вокалисткиња, плесачица, реперка, најмлађа.

### Бивше чланице
- Ким Гарам (김가람) (16. новембар 2005) — вокалисткиња.

## Историја

### 2011-2021: Активности пре дебитовања
Сакура Мијаваки дебитовала је као глумица 2011. у филму Ано Хито Ано Хи. Исте године, придружила се јапанској идол групи HKT48. Након 10 година у HKT48, Сакура је званично дипломирала 27. јуна 2021.
Сакура, Чевон и Јунџин учествовале су у ријалити-такмичарској серији Produce 48 2018. Јунџин је представљала Pledis Entertainment која у то време није била под Hybe Corporation, док је Чевон представљала Woollim Entertainment. Након што су завршиле на другом, односно десетом месту, Сакура и Чевон именоване су у финалној поставци пројектне групе Iz*One, промовисајући као чланице до распуштања групе 29. априла 2021. Јунџин је завршила на 26. месту и била је елиминисана у 11. епизоди.
Пре него што се придружила групи, Казуха је била професионална балерина. Након што је прошла аудицију, лично ју је примио BigHit Entertainment извршни директор Банг Си-Хјук током њених студија у Холандској Националној Балетској Академији (НВА) у Холандији. Казуха је такође похађала Академију Бољшој у Москви и Краљевску балетску школу у Уједињеном Краљевству.
Хонг Унће је била студент Деф школе плеса 2 године. Претходно се пријавила за JYP Entertainment и Pledis Entertainment пре што се придружила Source Music у 2021.

### 2022: "Fearless", Одлазак Ким Гарам, и "Antifragile"
14. Марта Source Music је објавио дебитовање нове девојачке групе, са Сакуром и Чевон као први чланови. 21. марта, Hybe је потврдио да ће група званично дебитовати у мају. Чланице групе откривене су у The First Moment of Le Sserafim тизер видеима од 4. до 9. априла (у редоследу: Сакура, Ким Гарам, Хонг Унче, Ким Чевон, Казуха, Хо Јунџин). 13. априла Source Music је објавио да ће Le Sserafim избацити њихов први мини-албум Fearless 2. маја. Пред-наруџбине мини-албума достигле су 270,000 копија у 7 дана и 380,000 копија у 16 дана. На дан избацивања, Fearless је распродао преко  175,000 копија. 10. маја, 8 дана након дебитовања, група је освојила своју прву победу на SBS MTV-евом музичком шоу The Show.
Пре дебитовања групе, Ким Гарам је постала субјекат контроверзе. Била је оптужена за омаловажавање других ученика у основној школи и за малолетно пушење и пијење. Hybe Corporation је одбила оптужбе, тврдећи да је Гарам била жртва, а не извршилац омаловажавања. Објаснили су да ће предузети законске мере онима који наставе да шире лажне информације, и Гарам није била склоњена из дебитантске поставе. Hybe Corporation и Source Music су 20. маја избацили заједничку изјаву за оптужбе омаловажавања од стране Ким Гарам, објашњавајући да ће њене активности бити на паузи због нерешених истрага и да ће Le Sserafim привремено наставити активности као петочлана група. Компаније су објавиле 20. јула да ће Ким Гарам изаћи из групе и да је њен ексклузивни уговор укинут, Le Sserafim надаље наставља као петочлана група. Le Sserafim избациле су своји други мини-албум, Antifragile 17. октобра. Он обележава прву музику као петочлана група након одласка Ким Гарам. Албум је достигао 14. место на Билборд 200, тако постајући најбржа женска кеј-поп група да дебитује на табели. 24. Новембра Hybe је избацио дигитални Webtoon стрип по имену Crimson Heart (срп. Гримизно Срце) заснована на поруци групе да "напредујемо без страха".

### 2023-данас: Јапанско дебитовање,UnforgivenиCrazy
25. јануара 2023. група је направила дебитовање и у Јапану са издањем јапанског сингла Fearless. Садржи јапанску верзију песама "Fearless" и "Blue Flames"
уз оригиналну јапанску песму "Choices".
16. марта 2023. Source Music је потврдио да ће Le Sserafim избацити нови албум почетком маја. 3. априла откривено је да ће албум бити њихов први студио албум Unforgiven који је изашао 1. маја 2023. У јуну је објављено да ће група започети њихову прву азијску турнеју, Flame rises, почев од августа. Група је 25. јула објавила своју другу оригиналну јапанску песму Jewelry, која је такође део њиховог другог јапанског сингла Unforgiven, избаченог 23. августа 2023.
27. oктобра 2023. године група је избацила свој први сингл на енглеском језику по имену Perfect Night у сарадњи са видео-игрицом Overwatch.
22. јануара 2024. Source Music је потврдио да ће се Le Sserafim вратити с мини-албумом под именом Easy 19. фебруара. Албум садржи 5 песама са два водећа сингла Easy и Smart. Албум се сусрео са различитим мишљењима и критикама. Приказ спота песме Easy била је забрањена од стране KBS-a, тј. Корејског радиодифузног система, јер је сматрано да је једна сцена неприкладна за приказ. због приказивања ,,потешкоћа и борби с анксиозношћу’’ групе.
16. јануара 2024. објављени су извођачи који ће учествовати у Коачели, познатом америчком музичком фестивалу, од којих су биле и Le Sserafim. Упркос незадовољству публике, оне су учествовале. Њихови наступи били су 13. и 20. априла, када су извеле своју предстојећу песму 1-800-hot-n-fun из необјављеног албума Crazy.
5. августа 2024. Source Music је потврдио да ће Le Sserafim избацити њихов 4. мини-албум Crazy крајем августа. Пре изласка албума, на друштвеним мрежама је откривена кореографија за водећи сингл Crazy у којој се могла видети техника Voguing. Crazy је званично објављен 30. августа.. Албум је доживео приличан успех, достижући 7. место на Billboard 200, и позитивне критике од публике. Водећи сингл је доживео пар ремикса, најпопуларнији са британском поп певачицом PinkPantheress, с Давид Гетом и са америчким кореографом Dashaun Wesley-ем.

## Дискографија

### Албуми, мини-албуми и синглови на корејском језику
- Fearless (2022)
- Antifragile (2022)
- Unforgiven (2023)
- Eve, Psyche & The Bluebeard's Wife (2023)
- Easy (2024)
- Crazy (2024)

### Албуми, мини-албуми и синглови на јапанском језику
- Fearless (2023)
- Unforgiven (2023)

### Синглови на енглеском језику
- Perfect Night (2023)